# Круш Карвалью, Даниэл да
Даниэ́л да Круш Карва́лью (порт. Daniel da Cruz Carvalho; родился 2 ноября 1976 года, Лиссабон) — португальский футболист, более известный как Дани.

## Биография
Дани начал свою футбольную карьеру в местном клубе «Спортинг» из Лиссабона, позже перешёл в английский «Вест Хэм Юнайтед» на правах аренды, где имел очень мало игровой практики. В 1996 году Дани перешёл в нидерландский «Аякс», в котором в течение четырёх лет периодически был игроком основного состава. Его дебют за «Аякс» состоялся 29 сентября 1996 года в матче против «Твенте». Его гол, забитый в ворота «Атлетико Мадрид» с дальнего расстояния, помог «Аяксу» выйти в полуфинал Лиги чемпионов УЕФА сезона 1996/97.
После «Аякса» Дани вернулся на родину, где выступал за «Бенфику», отыграв всего пять матчей. Последним клубом в карьере стал испанский «Атлетико Мадрид», с которым в сезоне 2001/02 стал чемпионом Испании во втором дивизионе. В 2003 году Дани мог подписать контракт с шотландским «Селтиком», но сделка сорвалась. В 2004 году Даниэл да Круш Карвалью объявил о завершении своей карьеры.
На молодёжном чемпионате мира 1995 года, проходившем в Катаре, Дани занял со сборной второе место. Дани сыграл за национальную сборную Португалии 9 матчей. Его дебют состоялся 12 декабря 1995 года в матче против Англии, который завершился со счётом 1:1. Последним матчем за сборную стала игра против Дании 29 марта 2000 года, закончившаяся победой португальцев 2:1.

## Достижения
- Обладатель Кубка Португалии: 1995
- Полуфиналист летних Олимпийских игр-1996 в Атланте
- Обладатель Суперкубка Португалии: 1995
- Чемпион Нидерландов: 1998
- Обладатель Кубка Нидерландов: 1998, 1999
- Чемпион Испании второго дивизиона: 2002